# Metropolitana di Belo Horizonte

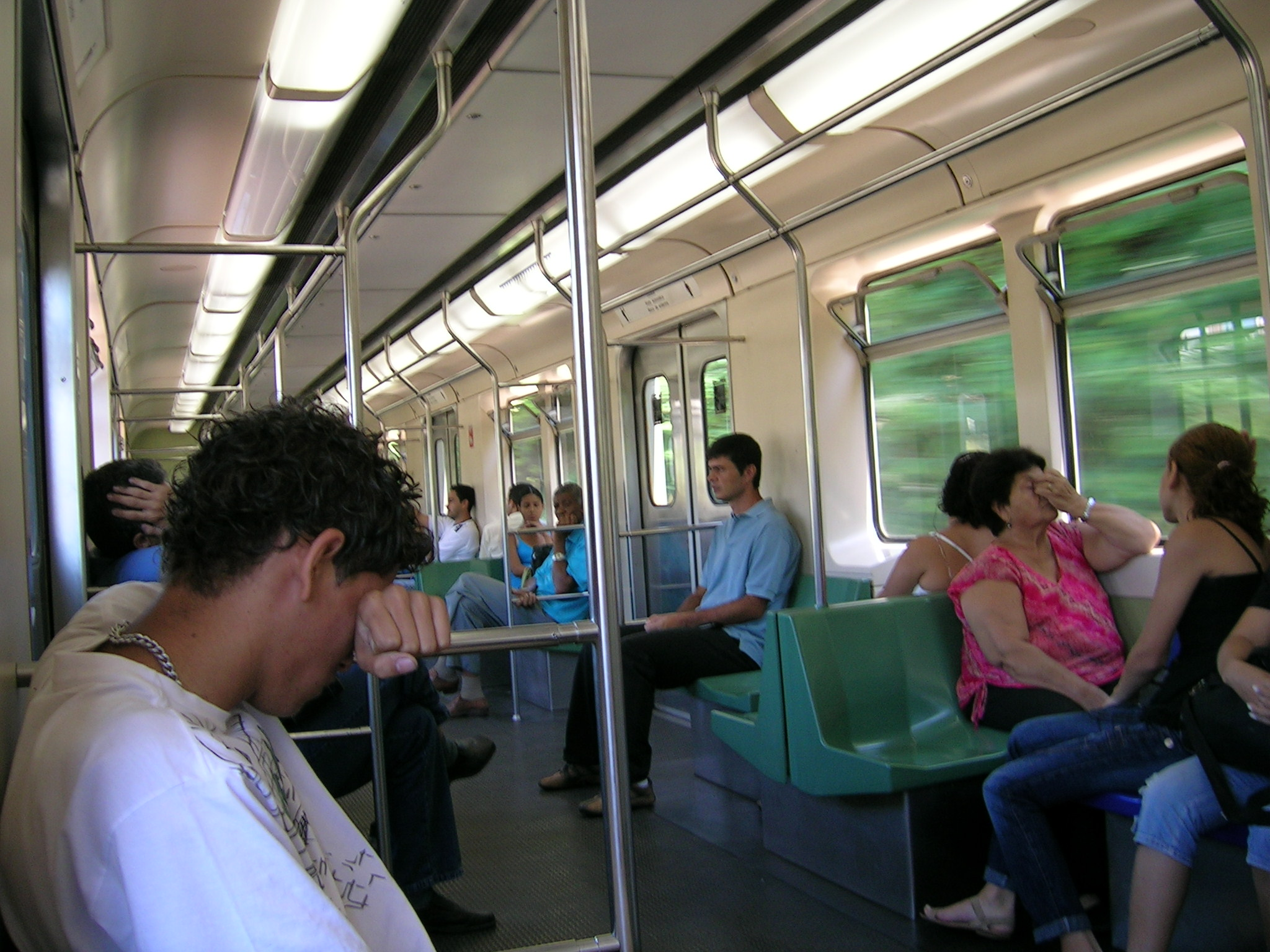
Interno dei convogli

La metropolitana di Belo Horizonte è la metropolitana che serve la città di Belo Horizonte in Brasile, nella regione di Minas Gerais. Al 2018 è composta da una linea sola, la linea 1, inaugurata nel 1986.
Ha un'estensione di 28,1 km con 19 stazioni, nessuna delle quali è sotterranea. Oltre a Belo Horizonte, serve anche la cittadina di Contagem.
Il servizio è gestito da Metrô BH.

## Storia
Alla fine degli anni settanta, al GEIPOT, l'Agenzia di Pianificazione del Ministero dei Trasporti, fu chiesto di sviluppare un progetto di trasporto pubblico di massa che potesse eliminare gli incroci nellearee urbane, tagliati dalla ferrovia e migliorare il trasporto passeggeri. Il progetto venne sviluppato con i seguenti obiettivi fondamentali:
- Implementare il sistema di ferrovia metropolitana urbana
- Migliorare le condizioni operative delle linee di carico che tagliano l'area metropolitana, eliminando i passaggi a livello e aumentando la capacità di trasporto
- Razionalizzare e modernizzare il sistema di trasporto urbano, fornendo fluidità al traffico stradale, la ricostruzione di strade tagliate dai passaggio, risparmio di carburante e le riduzioni del livello di inquinamento acustico e atmosferico.

Il progetto originario prevedeva un collegamento tra Betim, ad ovest, e il quartiere di San Gabriel, a nord di Belo Horizonte, con un ramo in direzione Barreiro, a sud-ovest, per un totale di 60 km.
I lavori iniziarono nel 1981 con un cronogramma che prevedeva l'apertura dell'intera linea nel 1986. Il 1º agosto 1986 venne inaugurata la prima tratta (Eldorado - Lagoinha) lunga 10,8 km e sei stazioni. Nel 1987 la linea è stata prolungata fino alla Stazione Centrale. Altri prolungamenti della linea si sono sussegiuti negli anni. L'ultimo prolungamento è stato inaugurato nel settembre 2002.
Tra il 2001 e il 2004 iniziarono le fasi preliminare della costruzione della Linea 2 e della Linea 3. Ma i progetti vennero bloccati a causa di ricorsi e irregolarità riscontrati dal Ministero dei Trasporti.
Nel 2011 il presidente Dilma Rousseff ha annunciato il rilascio di 3,16 miliardi di reais in risorse per l'ammodernamento e l'ampliamento del sistema di metropolitane di Belo Horizonte. Si calcola che dopo questa fase la metropolitana di Belo Horizonte potrà trasportare 900 000 persone al giorno.
Nel 2023 il sistema è stato concesso al settore privato, di cui il concessionario Metrô BH, società controllata dal Grupo Comporte, ne ha assunto la gestione e l'esercizio per un periodo di 30 anni.

### Cronologia
| Data           | Tratta - Stazione                         |
| -------------- | ----------------------------------------- |
| 1º agosto 1986 | Eldorado - Lagoinha                       |
| Aprile 1987    | Lagoinha - Central                        |
| Aprile 1992    | Central - Santa Efigênia                  |
| Dicembre 1992  | Santa Efigênia - Santa Tereza             |
| Dicembre 1993  | Santa Tereza - Horto                      |
| Dicembre 1994  | Horto - Santa Inês                        |
| Aprile 1997    | Santa Inês - José Cândido da Silveira     |
| Luglio 1999    | José Cândido da Silveira - Minas Shopping |
| Luglio 1999    | Villa Oeste                               |
| Gennaio 2002   | Minas Shopping - São Gabriel              |
| Aprile 2002    | São Gabriel - Primeiro de Maio            |
| Luglio 2002    | Primeiro de Maio - Floramar               |
| Settembre 2002 | Floramar - Vilarinho                      |

## La linea
La linea 1, caratterizzata dal colore blu, taglia la città da ovest a nord, attraversando la parte centrale di Belo Horizonte. I suoi capolinea sono Eldorado e Vilarinho.
I lavori iniziarono nel 1981, e il 1º agosto 1986 venne inaugurata la prima tratta (Eldorado - Lagoinha). Nel 1987 la linea è stata prolungata fino alla Stazione Centrale. A causa di problemi finanziari ed economici, i lavori vennero bloccati. I lavori di costruzione ripreso nel 1991 e continuarono fino al 2002 anno dell'apertura dell'ultimo prolungamento della linea.
Attualmente ha 19 stazioni e una lunghezza di 28,1 km. L'intera linea si trova in superficie, infatti non ci sono fermate poste in galleria. È in fase di progettazione il prolungamento della linea oltre il capolinea di Eldorado. Questo prolungamento sarà lungo 1,8 km e prevede la costruzione di una nuova stazione: Novo Eldorado. È in fase di costruzione una nuova stazione tra le stazioni di Gameleira e di Calafate.

## Servizio

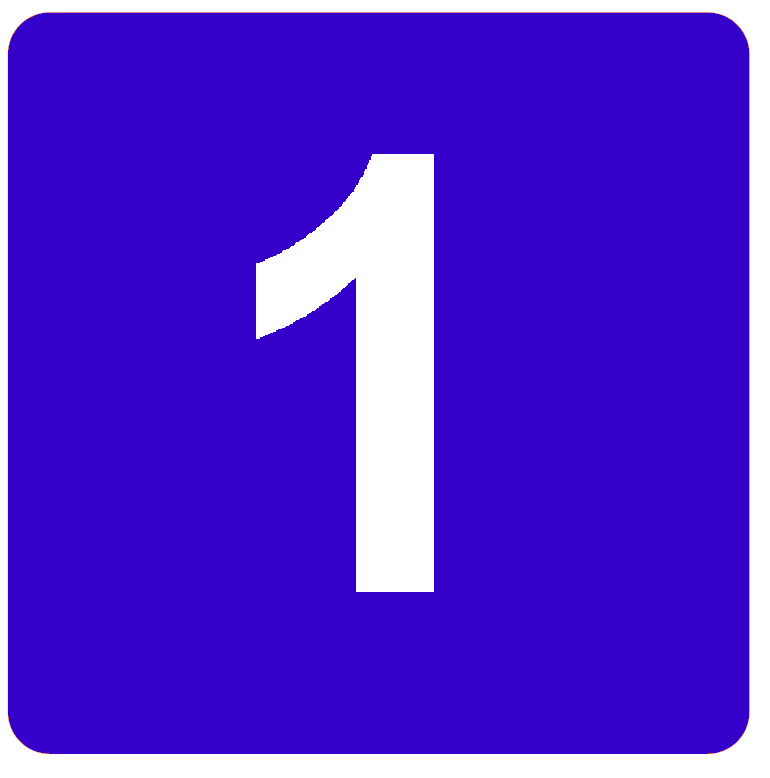
Il logo della linea

Lungo la linea 1 vengono effettuate 280 corse al giorno, che si riducono fino a 156 durante le domeniche e i giorni festivi. La frequenza nelle ore di punta è di un treno ogni 4 minuti; nelle altre ore scende a un treno ogni 5 o 6 minuti, con punte di attesa che arrivano al massimo a 15 minuti nei momenti di minore affluenza; si stima che trasporti quotidianamente 160.000 passeggeri.
Il servizio viene effettuato tutti i giorni dalle 5:45 fino alle 23:00.

## Sviluppi futuri

### Prolungamenti
| Linea | Percorso                 | Inaugurazione | Lunghezza | Stazioni | Stato            |
| ----- | ------------------------ | ------------- | --------- | -------- | ---------------- |
|       | Eldorado - Novo Eldorado | —             | 1,8 km    | 1        | In progettazione |
|       | Nova Suíça               | —             | —         | 1        | In progettazione |

È in fase di progettazione il prolungamento della linea 1 oltre il capolinea di Eldorado. Questo prolungamento sarà lungo 1,8 km e prevede la costruzione di una nuova stazione, Novo Eldorado. Inoltre è in fase di progettazione la costruzione di una nuova stazione tra le stazioni di Gameleira e di Calafate (che sarà chiamata Nova Suíça).
Una volta costruita, incrocierà anche la linea 3 presso la stazione Lagoinha e nuovamente la linea 2 presso la stazione Santa Tereza.
Al 2018 non si hanno però notizie sulla costruzione delle nuove stazioni e sui progetti di prolungamento.

### Nuove linee
I progetti per l'ampliamento della rete con la costruzione di un'altra linea risalgono agli anni '80. Dopo l'elaborazione di diversi progetti, i lavori per la linea 2 iniziarono nel 1998, ma furono abbandonati nel 2004. Contemporaneamente, all'inizio degli anni 2000, venne elaborato anche un progetto di realizzazione per la linea 3. L'amministrazione di Belo Horizonte rifiutò, però, l'idea di riprendere i lavori delle linee metro fino a dopo campionato mondiale di calcio 2014, optando per la realizzazione di corridoi per il Bus Rapid Transit nelle principali strade della città.
Nel 2011 la presidente Dilma Rousseff, annunciò il rilascio di 3,16 miliardi di reais in risorse per l'ammodernamento e l'ampliamento del sistema di metropolitane di Belo Horizonte,
Nel 2013 il Governo brasiliano ha stanzione 60 milioni R$ per la costruzione della linea 3 e per portare a termine i lavori della linea 2.
Al 2018, tuttavia, non vi è alcun ulteriore sviluppo nel per la ripresa dei lavori della linea 2, né per i lavori della linea 3.

#### Linea 2

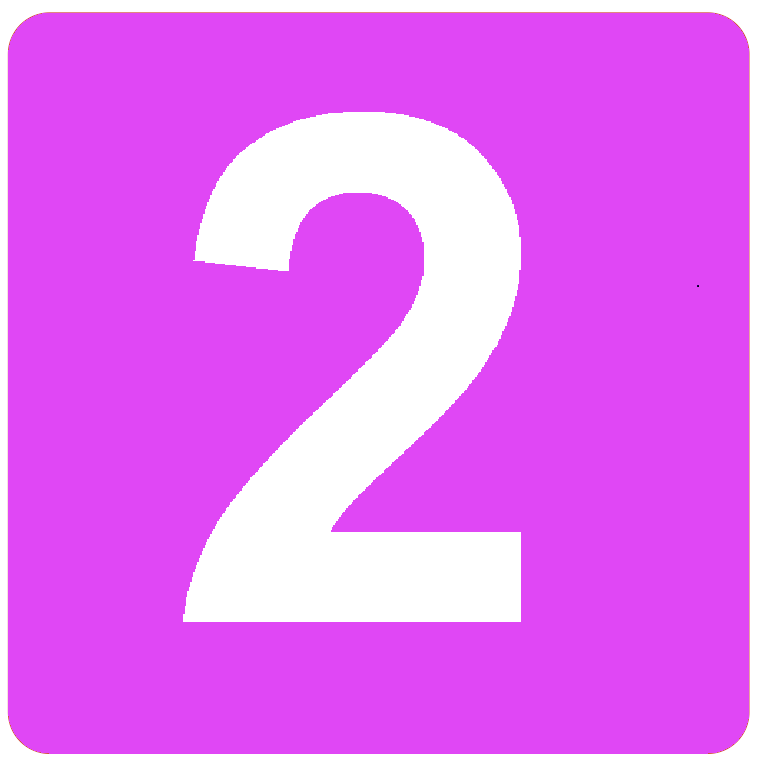
Il logo previsto per la linea

Il progetto della linea 2 risale al 1980. La linea aveva lo scopo di soddisfare le esigenze di trasporto pubblico della zona di Barreiro. Inizialmente il suo percorso avrebbe dovuto collegare Barreiro a Calafate, diventando una diramazione della linea 1, ma tale progetto venne abbandonato.
Il progetto venne modificato col passare degli anni. Si pensò a una linea tra Barreiro e Mangabeiras, con il tratto Barriero-Nova Suíça in superficie e il restante tratto rimanente di a Mangabeiras in sotterranea. Il progetto fu modificato ulteriormente, per giungere al progetto attuale: una linea che colleghi Barreiro a Santa Tereza. I lavori della linea iniziarono nel 1998, ma furono abbandonati nel 2004. Nel 2011, con il rilascio dei fondi per l'ampliamento, venne annunciata la costruzione di sette stazioni previste dal progetto della linea 2. Ulteriori fondi furono stanziati nel 2013.
Al 2018, tuttavia, non si hanno più notizie riguardanti la linea.
Le stazioni previste per la costruzione sono le seguenti:

#### Linea 3

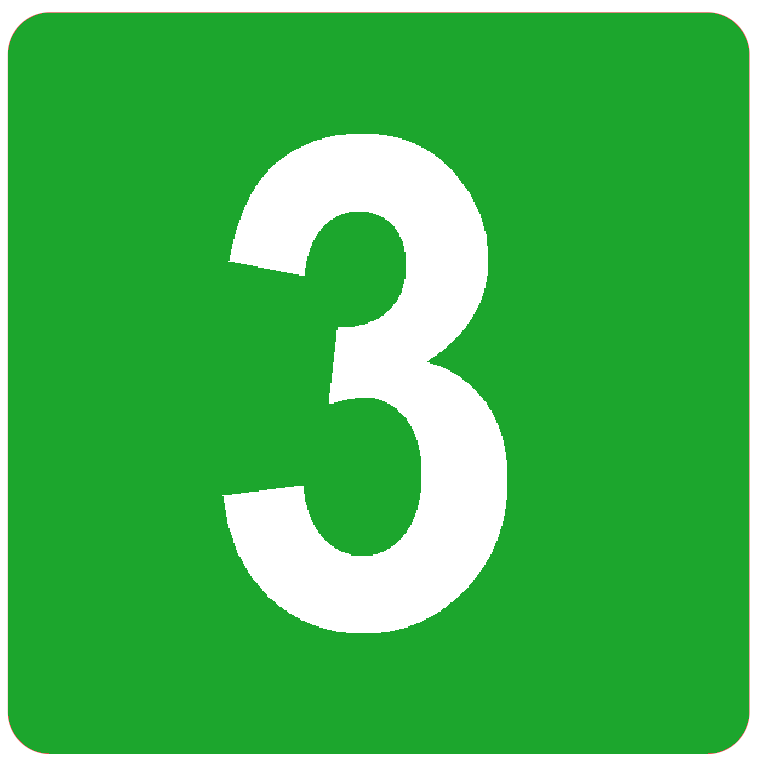
Il logo previsto per la linea

Gli studi per la realizzazione della linea 3 iniziarono nei primi anni 2000. Con l'assegnazione al Brasile del campionato mondiale di calcio 2014 che avvenne nel 2008, la linea 3 venne considerata fondamentale per migliorare il trasporto pubblico in vista dell'evento internazionale. Tuttavia il governo cittadino optò per la realizzazione di un Bus Rapid Transit e posticipato la realizzazione della linea 3 della metropolitana di Belo Horizonte. La lunghezza di complessiva prevista sarà di 12,5 km e 13 stazioni. Il colore che la contraddistinguerà sarà il colore verde e i suoi capolinea saranno Pampulha e Savassi.
Al 2018 i lavori per la linea non sono mai partiti.